# 시네콰논
시네콰논(cinequanon)은 일본의 영화 회사이다. 영화 제작, 해외 영화 배급, 극장 운영, 음식점 운영 등이 주요 사업이다. 2010년 1월, 도쿄 지방법원에 민사 재생 신청하며, 사실상 파산했다. 회사명은 라틴어 sine qua non(절대 불가결한)과 cine(영화)를 합한 조어이다.

## 개요
- 상호: 주식회사 시네콰논 (株式会社 シネカノン)
- 설립: 1991년
- 소재지: 도쿄도 스기나미구 다카이도 니시 1초메 25-10

## 내력
- 1989년 - 이봉우가 시네콰논 설립, 네덜란드 영화 《아마추어》를 처음으로 배급.
- 1990년 - 한국영화제, 기획배급.
- 1992년 - 북한과 일본의 합작영화 《버드》 (임창봉 감독) 제작.
- 1993년 - 시네콰논이 독자로 처음 제작한 영화 《달은 어디에 떠 있는가》가 흥행수입 4억 엔을 기록하며 여러 영화상 수상.
- 1994년 - 첫 한국 영화 《바람의 언덕을 넘어서: 서편제》를 배급.
- 1998년 - 《전국노래자랑》 (のど自慢) 제작, 배급.
- 2000년 - 한국 영화 《쉬리》 배급. 관객동원수 총 130만 명, 흥행수입 18억 5천만 엔을 기록한다.
- 2002년 - 시네콰논 첫 한일합작영화 《케이티》에 이봉우가 책임 프로듀서로 참여.
- 2003년 - 《점프》 배급
- 2005년 - 시네콰논이 전액출자한 시네콰논 코리아를 설립하며, 대한민국 서울특별시에 일본 영화 상영관을 개관했으나, 2008년 경매에 넘어가며 파산[1].
- 2006년 - 신탁 펀드 〈시네마 신탁〉을 시작했으나. 2009년 1월 행정 처분을 받아 중지.
- 2007년 - 2006년 작품 《훌라 걸스》가 제80회 키네마 준보 베스트 10 일본 영화 제1위 및 제30회 일본 아카데미상 최우수 작품상을 받았다.
- 2010년 총 47억 300만 엔의 부채를 가진 채 도쿄 지방 법원에 민사 재생을 신청[2].
- 2011년 2월 21일 - 스폰서인 잭 그룹이 설립한 제이 시네콰논에 시네콰논 저작물 70작품을 양도한다.

## 주요 배급·제작 영화
- 1993년 《달은 어디에 떠 있는가》
- 1996년 《전국노래자랑》
- 2001년 《쉬리》
- 2002년 《공동경비구역 JSA》
- 2002년 《케이티》
- 2003년 《스캔들: 조선남녀상열지사》 쇼치쿠와 공동배급
- 2003년 《안녕, 쿠로》
- 2003년 《겟 업!》
- 2003년 《바이브레이터》
- 2004년 《아무도 모른다》
- 2004년 《박치기!》
- 2006년 《유레루》
- 2006년 《지단: 21세기의 초상》
- 2006년 《훌라 걸스》
- 2007년 《다마모에!》
- 2007년 《프리지어》
- 2007년 《사랑하는 마도리》
- 2008년 《환희의 송가》
- 2008년 《걸어도 걸어도》
- 2009년 《하프웨이》
- 2009년 《한 여름 밤의 꿈》

## 관련 회사
- 시네콰논 코리아 - CQN 명동 극장 운영 (2008년 4월 폐쇄)